# Palermo (Kolumbia)
Palermo – miasto w Kolumbii, w departamencie Huila.